# 青柳四郎

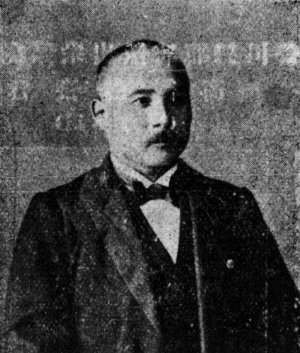
青柳四郎

青柳 四郎（あおやぎ しろう、安政4年8月4日（1857年9月21日） - 大正10年（1921年）3月8日）は、日本の衆議院議員（立憲政友会）、弁護士。

## 経歴
豊前国小倉城下（現在の福岡県北九州市小倉北区）に、小倉藩士鎌田思誠の四男として生まれ、青柳彦蔵の養子となった。法律学を学んで、代言人となった。福岡県会議員に選出され、参事会員も務めた。
1900年（明治33年）、衆議院補欠選挙で当選。第7回衆議院議員総選挙、第8回衆議院議員総選挙でも再選された。